# 레네 바리엔토스

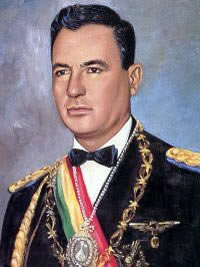

레네 바리엔토스(René Barrientos, 1919년 5월 30일~1969년 4월 27일)는 볼리비아의 군인이자 정치인으로 군사 쿠데타로 대통령 자리에 올랐다.
1964년 5월부터 대통령 파스 에스텐소로의 밑에서 부통령으로 있었으나 1964년 11월 군사 쿠데타로 에스텐소로가 추방당하자 군사평화회의 수반이 되어 정권을 장악하였다.
정권의 힘으로 좌파 세력을 누르고 1966년 7월 대통령 선거에서 압승을 거두었고 1967년 미군의 도움으로 게릴라전을 벌이던 볼리비아 공산당과 체 게바라 세력을 무찌르고 체 게바라를 잡아 총살시켰다.
그러나 계속되는 불안정한 정국 속에서 헤매다가 1969년 헬리콥터 추락 사고로 사망했다.